# درستکار
درستکار نام خانوادگی افراد زیر است:
- علی درستکار (زاده ۱۳۴۶) پژوهشگر و مجری برنامه‌های صدا و سیمای جمهوری اسلامی ایران
- پژمان درستکار (زادهٔ ۱۳۵۵) کشتی‌گیر آزادکار ایرانی